# Matfors
Matfors ist ein Ort (tätort) in der schwedischen Provinz Västernorrlands län, in der historischen Provinz (landskap) Medelpad.

## Lage
Matfors gehört zur Gemeinde Sundsvall und innerhalb dieser seit 1. Januar 2016 zum Distrikt Tuna, benannt nach der wenig südlich des Ortes gelegenen Kirche. Der Ort ist mit über 3400 Einwohnern (2015) die viertgrößte Ortschaft der Gemeinde. Er liegt knapp 60 km Luftlinie südwestlich der Provinzhauptstadt Härnösand und etwa 15 km westsüdwestlich des Zentrums von Sundsvall zu beiden Seiten des Flusses Ljungan. Dieser durchfließt südlich des Ortes (flussabwärts) den See Marmen und mündet knapp 20 km östlich in die Bottensee.
Wenig nördlich von Matfors befindet sich der Bahnhof Vattjom bei Kilometer 561 (Kilometrierung ab Stockholm über Ånge) der Bahnstrecke Sundsvall–Storlien (Mittbanan). Die Strecke wurde auf diesem Abschnitt 1874 als Schmalspurbahn in Kapspur eröffnet, aber bereits 1882 auf Normalspur umgebaut. Ab 1874/1875 war Matfors mit Vattjom über eine kurze Stichstrecke verbunden, die zunächst ebenfalls als Schmalspurbahn errichtet und 1919/1920 auf Normalspur umgebaut wurde; der Personenverkehr wurde 1931, der gesamte Betrieb 1967 eingestellt.
Am nördlichen Ortsrand verläuft auch die Europastraße 14, die weitgehend der Bahnstrecke folgend Sundsvall über Östersund mit Trondheim in Norwegen verbindet.

## Geschichte
Der Ort stand lange im Schatten des etwa 6 km südlich am Marmen gelegenen Dorfes Lucksta. Mit dem Bau einer Brücke über den Ljungan erlangte Matfors größere Bedeutung. Ende des 18. Jahrhunderts wurde dort ein wasserkraftbetriebenes Sägewerk, später auch ein Eisenwerk errichtet, genannt Matfors Bruk. 1919 nahm eine Papierfabrik den Betrieb auf, später bis zu ihrer Schließung 1990 im Besitz der Svenska Cellulosa AB (SCA).
Administrativ gehörte der Ort zunächst zum Kirchspiel Tuna socken, aus dem 1862 die gleichnamige Landgemeinde (landskommun) hervorging, deren Verwaltung sich in der größten Ortschaft Matfors befand. 1963 wurde die Gemeinde mit der südlich anschließenden Landgemeinde Attmar zur Landgemeinde Matfors vereinigt. Diese ging 1974 in der Gemeinde Sundsvall auf.

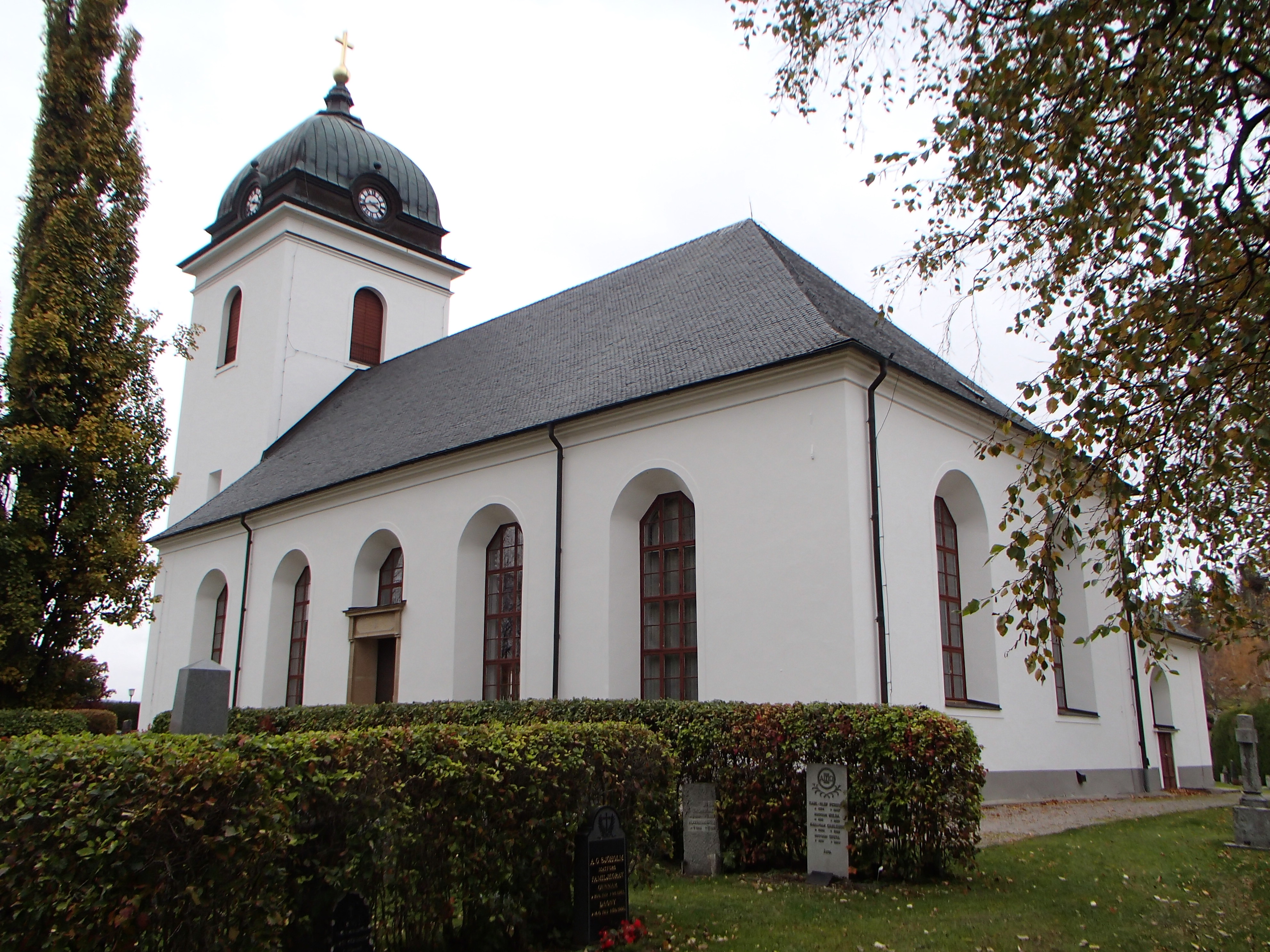
Tuna-Kirche bei Matfors
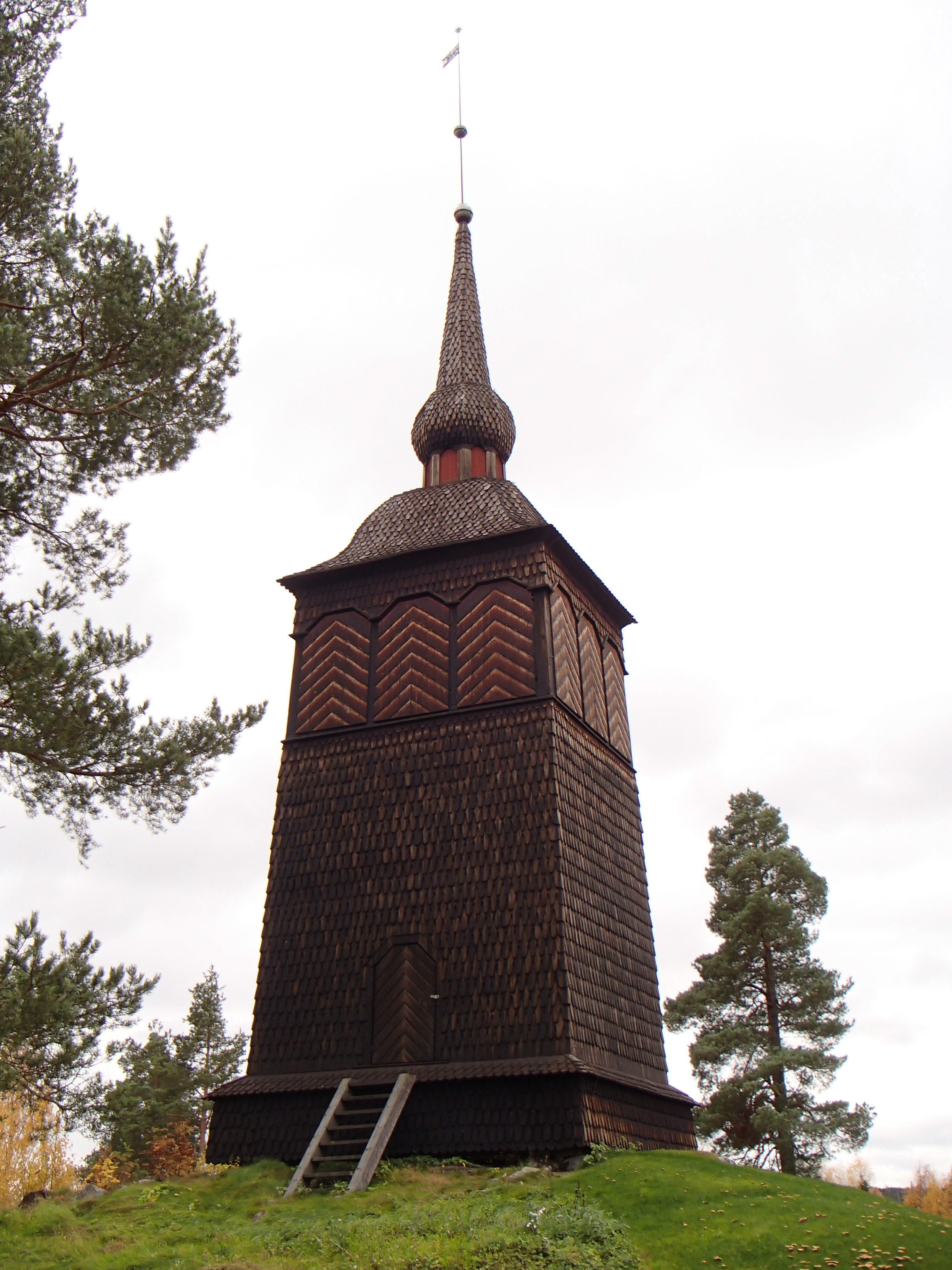
Glockenstapel der Tuna-Kirche

## Sehenswürdigkeiten
Südlich außerhalb des Ortes am Nordufer des Sees Marmen befindet sich die 1776–1778 erbaute Tuna-Kirche mit einem hölzernen Glockenstapel von 1746. Im Ort ist das 1848 errichtete Herrenhaus von Matfors Bruk erhalten.

## Sport
In Matfors ist der im Fußball, Skisport und Tennis aktive, 1901 als Thule SK gegründete Verein Matfors IF ansässig. Seine Frauenfußballmannschaft spielte von 1978 bis 1981 in der höchsten schwedischen Spielklasse (Vorgänger der Damallsvenskan).